# واش (فرعون)
واش (انگلیسی: Wash) احتمالاً یکی از فرعون‌های مصر پیش از تاریخ (حدود ۵۰۰۰ سال پیش) بوده است. با این حال، از آنجا که تنها منبع موجود دربارهٔ او، تصویرش به‌عنوان یک اسیر بر روی پالت نارمر است، وجود تاریخی او مورد تردید پژوهشگران قرار دارد.

## پیش‌زمینه
وجود تاریخی واش قطعی نیست. شیء سنگی‌ای که تصویر او بر روی آن نقش بسته، توسط باستان‌شناسان بریتانیایی، جیمز ای. کویبل و فردریک گرین کشف شد. آن‌ها این پالت را در فصل کاوش‌های ۱۸۹۷–۱۸۹۸ در معبد حوروس در نخن به دست آوردند. پشت پالت نارمر، اسیری زانو زده را نشان می‌دهد که «چهره‌ای غیرمصری» دارد و در آستانه‌ی ضربه خوردن از فرعونی بسیار بزرگ‌تر به تصویر کشیده شده: نارمر. همان‌طور که نام نارمر با یک معمای مصور (rebus) – یعنی تصویر یک گربه‌ماهی بالای یک چُکش (چیزل) – در جلوی پالت آمده، در کنار اسیر نیز دو هیروگلیف مصری ساده نقش بسته‌اند: یک نیزه ماهیگیری (هارپون) و یک دریاچه. برخی پژوهشگران این نشانه‌ها را به‌عنوان اشاره‌ای به سرزمین نیزه (Harpoon nome) – منطقه‌ای در دلتای نیل، نزدیک مرز لیبی باستان – تفسیر کرده‌اند. اما اگر این دو نماد، نام شخصی اسیر را نشان دهند، آنگاه می‌توان نام او را واش یا واشی خواند. اگر واش شخصیت تاریخی واقعی بوده باشد، ممکن است آخرین پادشاه مصر سفلی از دودمانی در شهر بوتو بوده باشد. در واقع، شهرت نارمر تا حد زیادی به دلیل آن است که به‌عنوان فرعون مصر علیا، آخرین پادشاه مصر سفلی را شکست داد. با این حال، برخی محققان معتقدند که پالت نارمر نه روایتی تاریخی، بلکه تصویری نمادین از قدرت و مشروعیت نارمر است، و ممکن است چهرهٔ واش نیز صرفاً برای ایفای این نقش انتخاب شده باشد. باستان‌شناس ادوین فن دن برینک نظریه‌ای ارائه داده که بر اساس آن، حج حور، یکی دیگر از فرمانروایان پیش‌دودمانی مصر سفلی، همان چهره‌ای است که در پالت نارمر به‌عنوان واش دیده می‌شود. او این فرضیه را بر پایه‌ی شباهت‌هایی میان نشان سِرِخ حج حور و نقش بالای اسیر در پالت نارمر مطرح کرده؛ جایی که حوروس با طنابی از بینی کشتی‌ای با سر انسانی آن را از میان نیزار بیرون می‌کشد.